# Selšek
Selšek je naselje v Občini Šmartno pri Litiji.Gručasto naselje Selšek leži na nadmorski višini 295 m med Zgornjo Jablanico in Cerovico v Litijski kotlini, v dolini potoka Reke. V vasi živi 74 prebivalcev. Ob potoku prevladujejo travniki in njive. Zaposleni vaščani delajo v Litiji, Šmartnem pri Litiji in Ljubljani.